# Hiện tượng quan sát thấy UFO ở Iran
Đây là danh sách các trường hợp được cho là nhìn thấy vật thể bay không xác định hoặc UFO ở Iran.

## 1976
- Sự kiện UFO ở Tehran năm 1976 là vụ chứng kiến trực tiếp bằng radar với một vật thể bay không xác định (UFO) trên bầu trời thủ đô Tehran của Iran. Biến cố này đặc biệt nổi bật qua hiệu ứng nhiễu điện từ đối với máy bay lại gần UFO. Hai chiếc phản lực cơ đánh chặn F-4 bị mất thiết bị và liên lạc một cách độc lập khi UFO đến gần, chỉ được khôi phục lại khi UFO rời đi. Một chiếc F-4 cũng bị mất hệ thống vũ khí khi nó chuẩn bị khai hỏa vào đối phương. Vụ việc được ghi chép lại đầy đủ trong một báo cáo của Cục Tình báo Quốc phòng Hoa Kỳ (DIA) với danh sách phân phát tài liệu này bao gồm Nhà Trắng, Ngoại trưởng, Hội đồng Tham mưu trưởng Liên quân, Cục An ninh Quốc gia (NSA) và Cục Tình báo Trung ương (CIA). Nhiều sĩ quan quân đội cấp cao của Iran có liên quan trực tiếp đến các sự kiện cũng đã công khai tin rằng vật thể này là một chiếc phi thuyền ngoài Trái Đất.

## 1982
- Đêm mùa hè năm 1982 ở Isfahan, hàng nghìn người đã nhìn thấy một hình ảnh phản chiếu lớn của một vật thể (UFO?) Trên bầu trời.[cần dẫn nguồn]

## 2003
- Tháng 8 năm 2003, hai du khách đã tận mắt chứng kiến một vài UFO màu trắng vàng bay gần Biển Caspi.[1]

## 2004
- Tháng 4 năm 2004, một vụ nhìn thấy UFO hàng loạt (còn gọi là vụ chứng kiến UFO ở Iran năm 2004) đã xảy ra từ ngày 12 đến 21 tháng 4 cùng năm. Hàng nghìn người đã tận mắt chứng kiến UFO và một chiếc còn được đài truyền hình Iran quay cận cảnh.[2] Không rõ các vật thể được nhìn thấy là UFO hay là máy bay giám sát hoặc hành tinh Sao Kim. Nhiều bức ảnh về UFO ở Iran xuất hiện ngay trong thời gian chứng kiến UFO. Một số nhóm UFO nhận định rằng đống ảnh chụp này khó mà xác định rõ được mà còn bị coi là trò lừa bịp, máy bay thông thường hoặc hành tinh Sao Kim.[3]

## 2005
- Một người khách du lịch nói rằng anh ta đã nhìn thấy UFO đang bay lơ lửng gần Lăng mộ của Cyrus Đại đế.[4]

## 2007
- Những người chứng kiến kể lại với Thông tấn xã Fars (FNA) rằng một UFO phát sáng đã rơi xuống núi Kerman ở Barez vào sáng thứ Tư. Abulghassem Nasrollahi, Phó Tỉnh trưởng tỉnh Kerman, Iran nói với hãng tin rằng tất cả các máy bay trong khu vực được nhận dạng, nhưng không loại trừ khả năng vật thể này có thể là thiên thạch. Một nguồn tin khác cũng nói với FNA rằng vật thể đang bốc cháy với làn khói dày đặc bốc ra từ đó, và cho rằng điều này ngụ ý là vật thể này không phải là thiên thạch. Tuy nhiên, thiên thạch xuất hiện như những quả cầu lửa sáng trên bầu trời, khi chúng bị đốt nóng đến nhiệt độ cao phần lớn do áp suất nén khi chúng rơi ở tốc độ cao qua bầu khí quyển của Trái Đất. Các thiên thạch thường bốc cháy hoàn toàn trước khi chạm đất và một số để lại vệt khói sau khi bay. Abulghassem lưu ý rằng một vài ngày trước đó đã xảy ra vụ việc tương tự ở Rafsanjan được các nhân chứng thuật lại.